# Semblança del món
La Semblança del món (en castellà anticː Semejança del mundo) és un llibre de geografía escrit a l'any 1222, el primer d'aquest gènere en castellà.
Les fonts emprades són les Etimologíes de Sant Isidor de Sevilla i el Imago Mundi d'Honorius Inclusus, que va viure pels voltants de l'any 1100, i es basa en la obra del polígraf sevillà.
La concepció de la geografía de la Semblança del món prové dels geògrafs grecs a través de la seva interpretació, per part dels llatins, i la seva revisió a partir de la visió del món ajustada a la Bíblia, per la qual cosa les observacions originals van ser distorsionades.
Aquesta obra ofereix, a més d'informació geogràfica des del punt de vista medieval, altres materials, com la inclusió d'un lapidari (o tractat de les propietats dels minerals) i descripcions d'animals obtingudes a partir dels bestiaris de l'època, arrivant a dibuixar un dantesc quadre de l'infern en un dels seus textos.
La visió enciclopèdica i miscel·lània de les obres medievals fa que aquest tractat geogràfic contingui freqüents digressions a partir de l'assumpte inicial, com ho seríen l'origen etimològic dels topònims i altres correspondències que l'autor anònim estableix en la creença que tota obra escrita havia de contenir una suma tancada de tot el coneixement, en paral·lel amb una filosofia teocèntrica en la que tot el saber era només una petita part de la gobal creació divina.

## Edicions
- BULL, William Emerson (ed., intr. y notas), Semejança del mundo: a Spanish geography book of the thirteenth century, Thesis (M.A.) University of Wisconsin--Madison, 1936. OCLC 54856788. Reeditat a la University of California Press, 1959.